# Rhipidia (Rhipidia) ocellana
Rhipidia (Rhipidia) ocellana is een tweevleugelige uit de familie steltmuggen (Limoniidae). De soort komt voor in het Neotropisch gebied.